# Lloyd Robertson
Pour les articles homonymes, voir Robertson.
 (décembre 2019).
Si vous disposez d'ouvrages ou d'articles de référence ou si vous connaissez des sites web de qualité traitant du thème abordé ici, merci de compléter l'article en donnant les références utiles à sa vérifiabilité et en les liant à la section « Notes et références ».
Lloyd Robertson, OC (né le 19 janvier 1934 à Stratford en Ontario) est le chef d'antenne du réseau canadien CTV dans l'émission CTV Nightly News.

## Biographie
Avant de se joindre à CTV, Robertson était l'animateur de l'émission The National pour CBC Television de 1970 à 1976, et avant cela, dans les années 1960, il animait une émission appelée CBC Weekend. Il a quitté la CBC parce qu'il était épuisé avec les règles syndicales qui interdisaient aux animateurs de nouvelles d'écrire leurs scénarios et de participer aux décisions éditoriales concernant les télédiffusions.
De 1976 à 1984, Robertson coanime CTV News avec Harvey Kirck (en). Lorsque Kirck quitte CTV en 1984, Robertson est nommé l'animateur principal pour le réseau. 
Il est si bien connu qu'il a été parodié par Joe Flaherty dans le programme humoristique de SCTV.

## Événements majeurs couverts par Robertson
- Plusieurs Jeux olympiques
- Marathon de l'Espoir (Marathon of Hope)
- Référendum québécois de 1980
- Référendum québécois de 1995
- Élections fédérales canadiennes
- Rapatriement de la Constitution du Canada en 1982
- Chute du mur de Berlin
- Visites papales, royales et présidentielles
- Mort de la princesse Diana
- Attentats du 11 septembre 2001
- Panne de courant nord-américaine de 2003

## Honneurs
- Prix des lecteurs de la revue TV Times
- Ordre du Canada, 1998.
- Prix Gemini, meilleur animateur, chef d'antenne ou intervieweur.
- Prix des lecteurs du Toronto Star pour meilleur chef d'antenne, 1994.
- Président d'honneur de la marche Terry Fox de 1992.

## Citation
- « Et c'est comme ça que nous avons vu le monde cette semaine » (« And that's how we saw the world this week »)